# Metoda analizy starożytnych
Metoda analizy starożytnych (analisis antiquorum) – metoda rozwiązywania równań. Aby rozwiązać taką metodą równanie f(x) = g(x) zakładamy, że to równanie ma rozwiązanie i że tym rozwiązaniem jest liczba a. Wówczas otrzymujemy zdanie prawdziwe f(a) = g(a). Następnie, stosując prawa arytmetyki, znajdujemy liczbę a. Na koniec sprawdzamy, czy znaleziona liczba jest rozwiązaniem równania.
Metoda analizy starożytnych jest często wykorzystywana przy rozwiązywaniu równań, w których niewiadoma znajduje się pod znakiem pierwiastka kwadratowego. 